# 기후현 제5구
기후현 제5구(岐阜県 第5区)는 일본의 중의원 선거구이다. 1994년 공직선거법으로 신설되었다.

## 지역
- 다지미시
- 나카쓰가와시
- 미즈나미시
- 에나시
- 토키 시

## 역대 중의원 의원
| 선거          | 선거          | 의원            | 정당       |
| ------------- | ------------- | --------------- | ---------- |
|               | 1996년 제41회 | 후루야 게이지   | 자유민주당 |
| 2000년 제42회 |               | 후루야 게이지   | 자유민주당 |
| 2003년 제43회 |               | 후루야 게이지   | 자유민주당 |
| 2005년 제44회 |               | 후루야 게이지   | 자유민주당 |
|               | 2009년 제45회 | 아치하 요시노부 | 민주당     |
|               | 2012년 제46회 | 후루야 게이지   | 자유민주당 |
| 2014년 제47회 |               | 후루야 게이지   | 자유민주당 |
| 2017년 제48회 |               | 후루야 게이지   | 자유민주당 |
| 2021년 제49회 |               | 후루야 게이지   | 자유민주당 |
| 2024년 제50회 |               | 후루야 게이지   | 자유민주당 |